# Aşağı Xuç
Aşağı Xuç är en ort i Azerbajdzjan.   Den ligger i distriktet Quba Rayonu, i den nordöstra delen av landet, 160 kilometer nordväst om huvudstaden Baku. Aşağı Xuç ligger 494 meter över havet och antalet invånare är 904.
Terrängen runt Aşağı Xuç är platt åt nordost, men åt sydväst är den kuperad. Trakten är tätbefolkad. Närmaste större samhälle är Quba, 8,9 kilometer söder om Aşağı Xuç. 